# Tilletia inolens
Tilletia inolens är en svampart som beskrevs av McAlpine 1896. Tilletia inolens ingår i släktet Tilletia och familjen Tilletiaceae.   Inga underarter finns listade i Catalogue of Life.